# 코시도
코시도(스페인어: cocido) 또는 코지두(포르투갈어: cozido)는 이베리아반도와 라틴 아메리카를 비롯한 스페인어권·포르투갈어권 지역의 전통 음식이다. 스튜 형태인 것과 수육, 백숙 비슷한 것이 있다.

## 이름
스페인어 "코시도(cocido)"는 "익히다"를 뜻하는 동사 "코세르(cocer)"의 과거분사 형태로, "익힌 (것)"이라는 뜻이다. 마찬가지로 포르투갈어 "코지두(cozido)"는 "익히다"를 뜻하는 동사 "코제르(cozer)"의 과거분사 형태로, "익힌 (것)"이라는 뜻이다.

## 종류

### 스페인
- 코시도 데 랄린(cocido de Lalín)
- 코시도 레바니에고(cocido lebaniego)
- 코시도 마드릴레뇨(cocido madrileño)
- 코시도 마라가토(cocido maragato)
- 코시도 몬타녜스(cocido montañés)
- 코시도 안달루스(cocido andaluz)
- 코시도 엑스트레메뇨(cocido extremeño)

### 포르투갈
- 코지두 다스 푸르나스(cozido das Furnas)
- 코지두 드 그랑(cozido de grão)
- 코지두 아 포르투게자(cozido à portuguesa)

## 같이 보기
- 에스쿠델랴
- 오야 포드리다
- 오야 히타나
- 포테 아스투리아누
- 푸체로